# 包围格
包围格（缩写：itrt）是一种表达“被...包围”“在...之中”的格。
林布语中有包围格，只在有方位格后缀-ʼō时出现。加缀时，两个语素合在一起拼写为-lummō。
| anchi-lum-ʼō       | mi | nɛ̄          |
| 我们*-ITRT-LOC     | 火 | be.situated |
| 我们两个中间有火。 |    |             |
* anchi是第一人称双数包含式代词，即“你和我”。